# Goslineria callosa
Goslineria callosa è un  mollusco nudibranchio della famiglia Dorididae. È l'unica specie nota del genere Goslineria.